# Davidov (Eslováquia)
Davidov é um município da Eslováquia, situado no distrito de Vranov nad Topľou, na região de Prešov. Tem 16,79 km² de área e sua população em 2018 foi estimada em 811 habitantes.

## Demografia
| Ano:        | 1994 | 2004   | 2014   | 2024   |
| ----------- | ---- | ------ | ------ | ------ |
| Broj ljudi: | 873  | 844    | 798    | 767    |
| Razlika:    |      | -3,32% | -5,45% | -3,88% |

| Ano:               | 2023 | 2024   |
| ------------------ | ---- | ------ |
| Número de pessoas: | 774  | 767    |
| Diferença:         |      | -0,90% |